# Borðoy

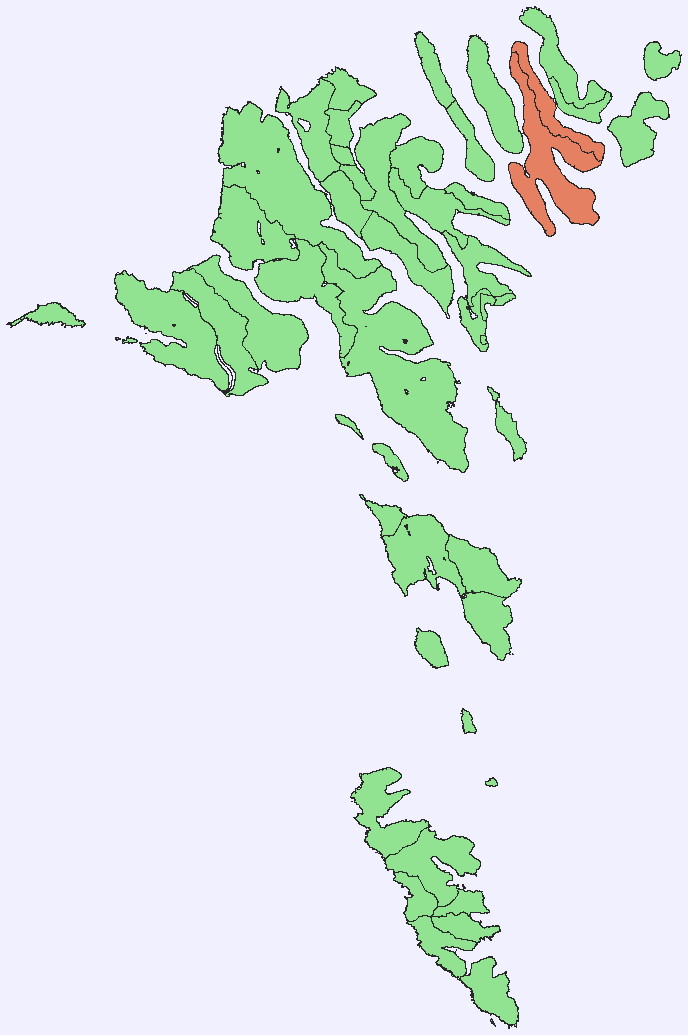
Situació de Borðoy, dins les Fèroe

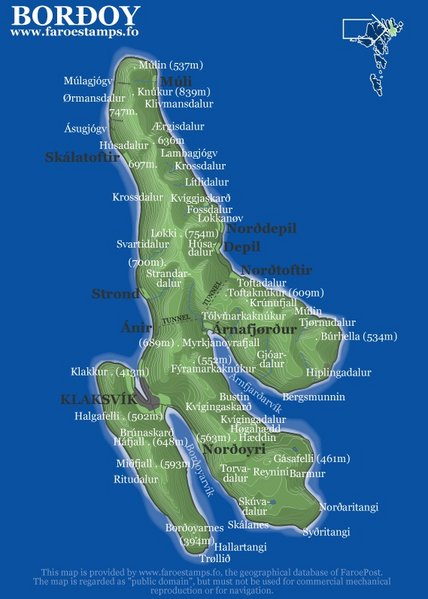
Mapa topogràfic de Borðoy

Borðoy és una de les 18 illes que constitueixen les Fèroe, situada al nord-est de l'arxipèlag. És una de las sis illes que conformen la regió feroesa de Norðoyar.
Té una superfície de 95 km² i una població de 5309 habitants (2020).
L'illa té 5 muntanyes: Lokki (755 m), Háfjall (647 m), Borðoyarnes (392 m), Depilsknúkur (680 m) i Hálgafelli (503 m).

## Població
Hom creu que aquesta fou la primera illa de les Fèroe a ser habitada. Actualment compta amb 8 assentaments habitats (entre els quals hi ha Klaksvík, segona població en nombre d'habitants de l'arxipèlag) i 3 de deshabitats al nord.
Llista de viles de l'illa (entre parèntesis, nombre d'habitants el desembre del 2002):
- Klaksvík (4645)
- Norðyri (72)
- Ánir (18)
- Árnafjørður (59)
- Strond
- Norðtoftir (8)
- Depil (2)
- Norðdepil (169)
- Skálatoftir (abandonada)
- Múli (abandonada)
- Fossá (abandonada)

Adminsitrativament, l'illa està dividida en dos municipis, el de Klaksvík i Hvannasund.